# 프라이빗 스쿨
《프라이빗 스쿨》(영어: Private School 혹은 영어: Private School ... for Girls)은 미국에서 제작된 노엘 블랙 감독의 1983년 청춘 섹스 코미디 영화이다. 피비 케이츠, 베치 러셀, 매슈 모딘 등이 출연하였고, R. 벤 에프라임 등이 제작에 참여하였다.

## 출연
- 피비 케이츠
- 베치 러셀
- 매슈 모딘
- 마이클 조릭
- 프랜 라이언
- 캐슬린 윌호이트
- 레이 월스턴
- 실비아 크리스털
- 조너선 프린스
- 캐리 라이저
- 줄리 페인
- 프랭크 얼레터
- 프랜시스 베이
- 린다 위스마이어
- 마틴 멀

## 기타 제작진
- 배역: 수전 블루스틴, 마샤 클라인먼
- 미술: 이보 크리스탄테